# Hans von Kulmbach
Hans Süss von Kulmbach (Kulmbach, 1480 circa – Norimberga, 1522) è stato un pittore e incisore tedesco; fu attivo oltre che in patria anche a Cracovia, dove contribuì alla formazione della nuova scuola pittorica locale.

## Biografia
Si formò sugli esempi del veneziano Jacopo de' Barbari (attivo anche in Germania, dov'era conosciuto col nome di Jacob Walch) e di Albrecht Dürer.
Tra le sue opere principali, le pale di altare nelle chiese di San Lorenzo e San Sebaldo (1513) a Norimberga, nelle chiese di Santa Caterina (Storie di Maria 1515), di Santa Maria di Skjalka (1511) e di San Giovanni (1516) a Cracovia. Fu anche un ritrattista vicino alla maniera di Dürer e un incisore: realizzò numerosi disegni con modelli per vetrate.
Morì a Norimberga tra il 29 novembre e il 3 dicembre 1522.

## Opere principali
- Crocifissione, 1511-1514 circa, Firenze, Galleria degli Uffizi
- Storie di san Pietro e di san Paolo, 1514-1516 circa, Firenze, Galleria degli Uffizi